# Hastula parva
Hastula parva é uma espécie de gastrópode do gênero Hastula, pertencente a família Terebridae.